# Budgie (środowisko graficzne)
Budgie – środowisko graficzne oparte na bibliotece GTK+ 3 oraz innych technologiach używanych w środowisku GNOME.
Środowisko Budgie powstało na potrzeby dystrybucji Linuksa Evolve OS, która następnie została przemianowana na Solus. O jego powstaniu informowano już w grudniu 2013 roku.